# Antropologi

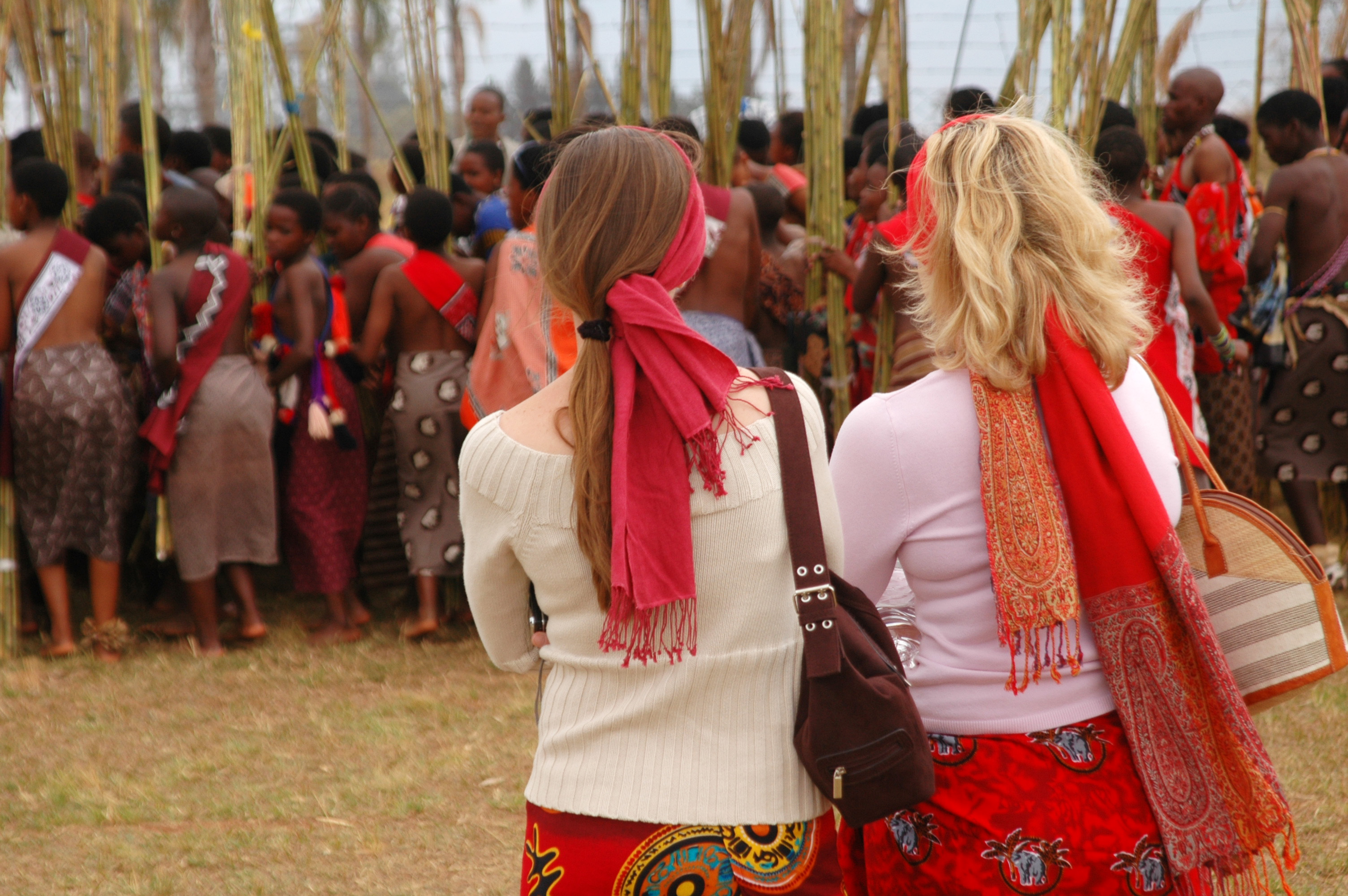
En grund för antropologi är att förstå människor och undvika att förståelsen färgas av den egna kulturens glasögon.

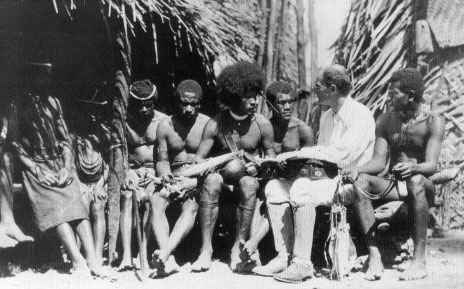
Etnografi har ofta uppfattats som en metodologisk bas i antropologi. Bild: Bronisław Malinowski på Trobrianderna 1918.

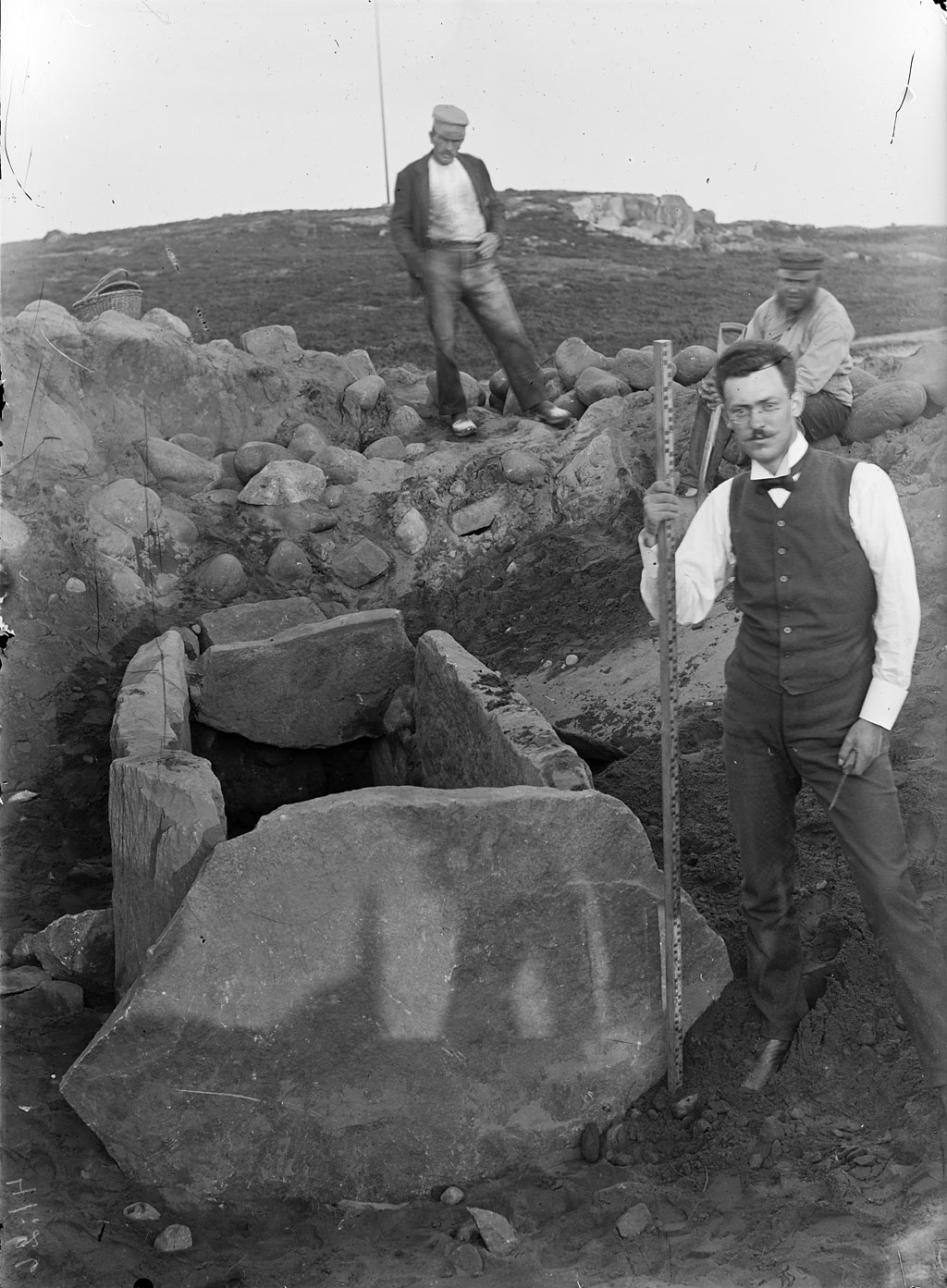
Arkeologiska utgrävningar var förr en viktig källa till kunskap inom antropologin. Bild: Grav från stenåldern, 1905.

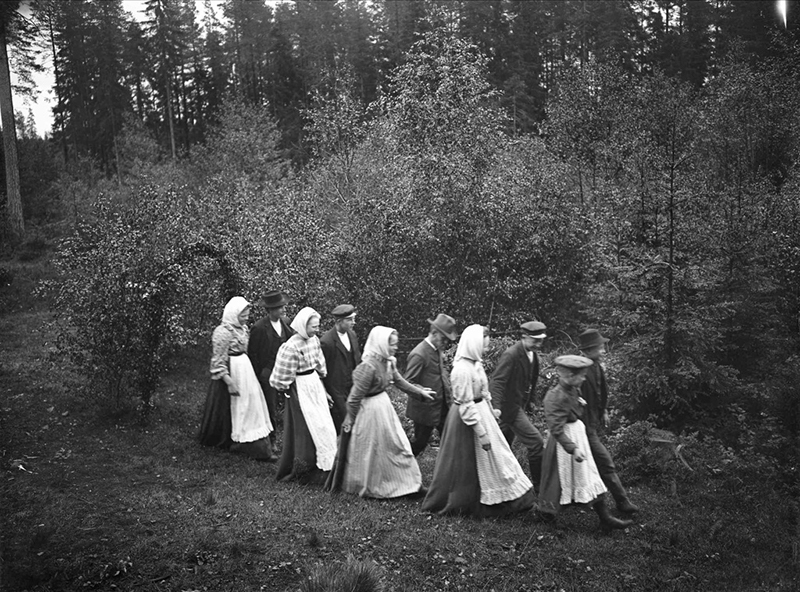
Nordiskt folkliv som antropologiskt källmaterial. Bild: Etnologen N.E. Hammarstedt i deltagande observation med bygdens ungdom på väg mot en trefaldighetskälla år 1908.

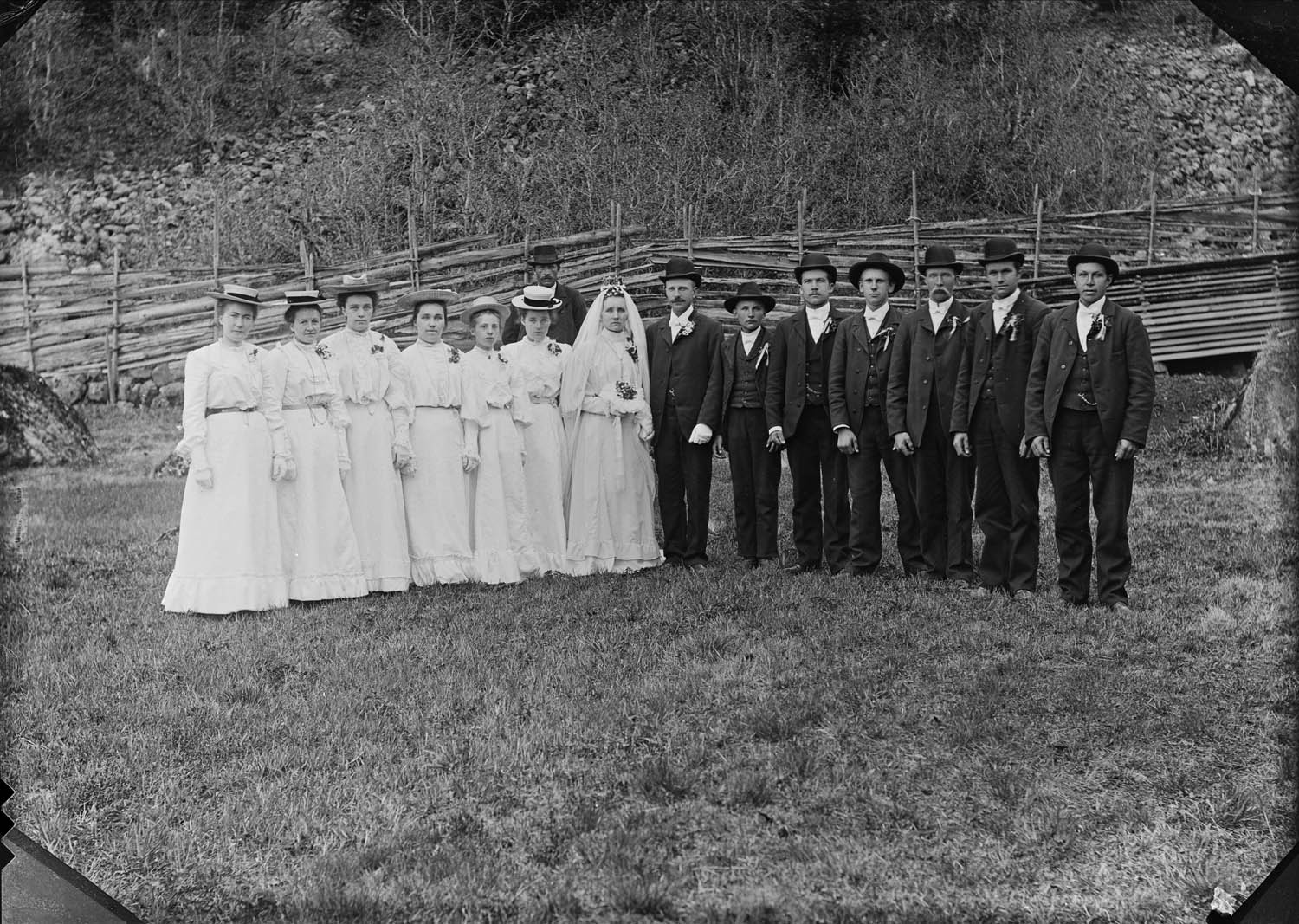
Antropologin har särskilt intresserat sig för människors släktskap, relationer, seder, maktutövning, rättsuppfattning, världsbild, vetande, konst, varuutbyte, kosthåll och produktion. Bild: Bröllop i Dalarna år 1908.

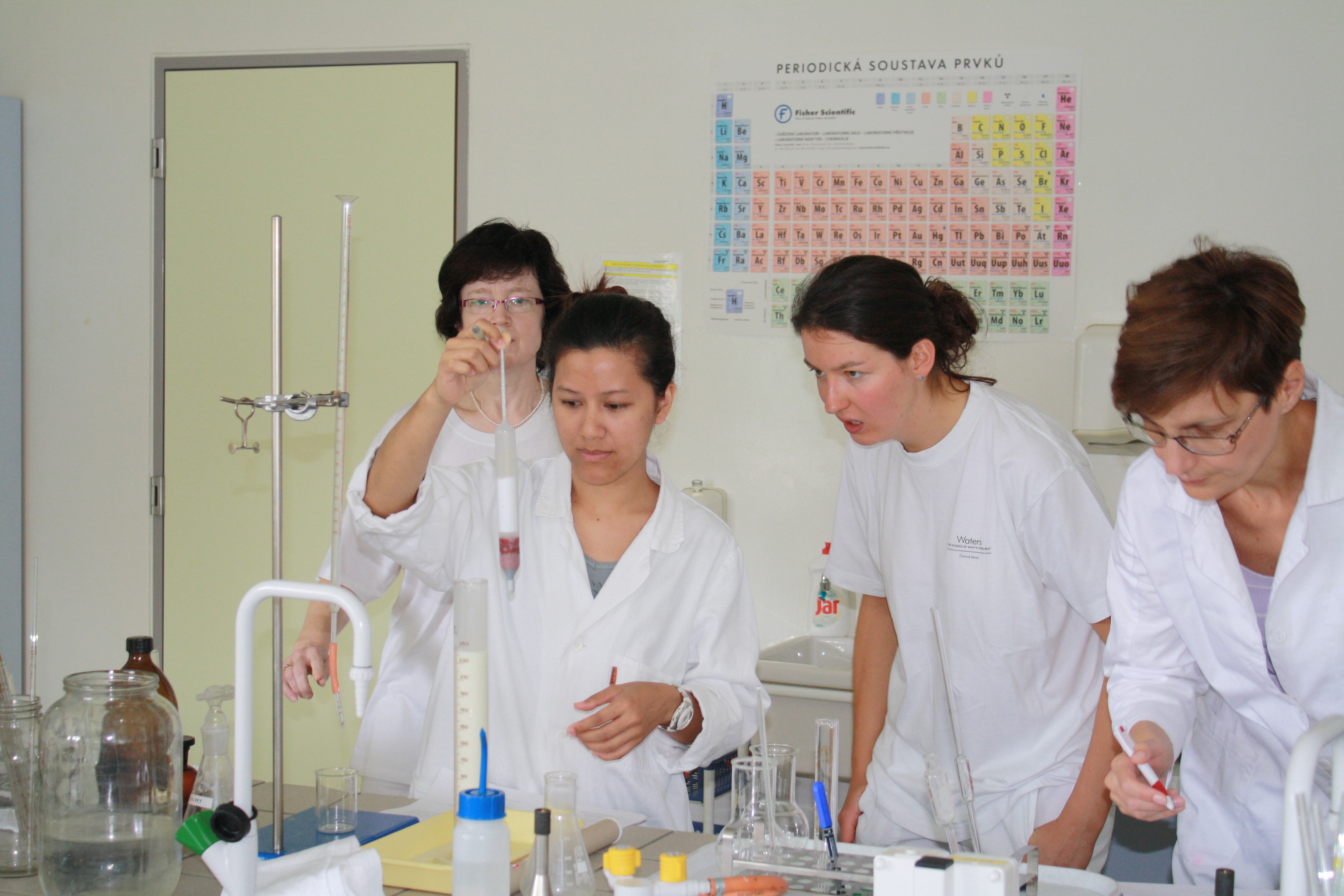
Under inflytande från Chicago-skolan inom sociologin öppnades ett nytt forskningsobjekt – västerländsk kultur – för antropologin under mitten av 1900-talet. Det blev mycket tydligt när Bruno Latour och Steve Woolgar publicerade Laboratory life, 1979. Bild: Laboratorium i Tjeckien.

Antropologi är läran om människosläktet och människan som gruppvarelse. Dess vanliga studieområden är dels ursprunget och utvecklingen av människosläktet genom historien, samt människans egenskaper och anpassning till olika livsmiljöer, dels mänskligt liv, beteende och relationer, ofta betraktade utifrån ett socialt eller kulturellt perspektiv.
De klassiska antropologiska inriktningarna är socialantropologi som studerar sociala strukturer i mänskliga samhällen, kulturantropologi som studerar människan som kulturvarelse, lingvistisk antropologi som studerar språkets sociala inflytande, samt fysisk antropologi som studerar människosläktet och dess utveckling utifrån ett biologiskt perspektiv. Internationellt sett betraktas även ibland arkeologi som en antropologisk inriktning.
Typiskt är att antropologi är tvärvetenskapligt, där kunskaper från humanvetenskap, samhällsvetenskap och naturvetenskap möts. Beroende på inriktning är antropologi nära relaterad till många andra discipliner såsom anatomi, arkeologi, demografi, ekologi, ekonomi, ekonomisk historia, etnografi, etnologi, evolutionspsykologi, filologi, filosofi, fysiologi, geografi, geologi, historia, humanetologi, kognitionsvetenskap, lingvistik, medicin, paleontologi, psykologi, religionsvetenskap, sociologi eller statsvetenskap med flera.

## Ordet antropologi
Ordet antropologi kommer från grekiska ἄνθρωπος ánthropos‚ "människa" och λόγος lógos, "lära"; alltså läran eller vetenskapen om människan.
Vid sidan av detta har ordet antropologi även använts som en beteckning för exempelvis psykologiska, filosofiska eller teologiska beskrivningar av människans konstitution. 
Termen antropologi (i betydelsen beskrivning av människan) har tidigt använts av den tyske läkaren, filosofen och teologen Magnus Hundt (1449–1519).

## Inriktningar
Mot drömmen om en "Unity of science", enhetsvetenskap, om människan" har det ofta funnits tydligt motstånd, en vilja att avgränsa sina "egna" områden. Socialantropolologen Lucy Mair skrev 1965:
"Antropologi har ibland fått beteckna studiet av 'människans totala situation'. För dem som intar denna hållning täcker ämnet såväl fysisk antropologi som socialantropologi, kulturantropologi, arkeologi och lingvistik, kort sagt alla de ämnen som blomstrade vid mitten av 1800-talet då idén om en 'vetenskap om människan' började ta form. Alternativt kan socialantropologi ses som en gren av sociologin och inplaceras bland samhällsvetenskaperna."
Antropologer använder ofta ordet kultur i en mycket vid mening: ”allt som människan har, gör och tänker i egenskap av samhällsvarelse”. Detta kan innefatta allt från tankesystem och materiell kultur till samhällsstrukturer och sociala beteendemönster.

### Socialantropologi
Socialantropologi är läran om människan som social varelse. Inom socialantropologin studerar man människan i sociala och kulturella sammanhang. Socialantropologer undersöker de processer som producerar, upprätthåller och förändrar samhällsstrukturer och sociala beteendemönster.

### Kulturantropologi
Kulturantropologi är läran om människan som kulturell varelse. Inom kulturantropologin studerar man människan i sociala och kulturella sammanhang. Kulturantropologer undersöker de processer som producerar, upprätthåller och förändrar kulturella beteendemönster, samhällsstrukturer och meningssystem. En modern form av tillämpad kulturantropologi är affärsantropologi.

### Lingvistisk antropologi
Lingvistisk antropologi behandlar hur språk formar människors sociala liv. Lingvistisk antropologi utforskar hur språk bildar kommunikation, social identitet och gruppmedlemskap, organiserar olika kulturella övertygelser och ideologier samt utvecklar en samhällskulturell representation av människors sociala världar. Forskare inom lingvistisk antropologi fokuserar ofta på att dokumentera och studera hotade språk världen över.

### Fysisk antropologi
Fysisk antropologi (ibland biologisk antropologi) studerar människosläktets särdrag och variation genom att utforska artens utvecklingshistoria och genetiska variation.  
Modern fysisk antropologi omfattar dels utvecklingsbiologi, som studerar människosläktets utveckling (paleoantropologi) och dess förhållande till övriga primater (primatologi), dels humanbiologi, som studerar populationsgenetik, och anpassningsstudier (humanekologi), med tonvikt på studier av mänskliga gruppers biologiska anpassning till den fysiska miljön. En specialgren av den fysiska antropologin är rättsantropologin, som både ägnar sig åt kroppsidentifikation av lik, och att studera anatomin på döda vid arkeologiska undersökningar.

## Historia

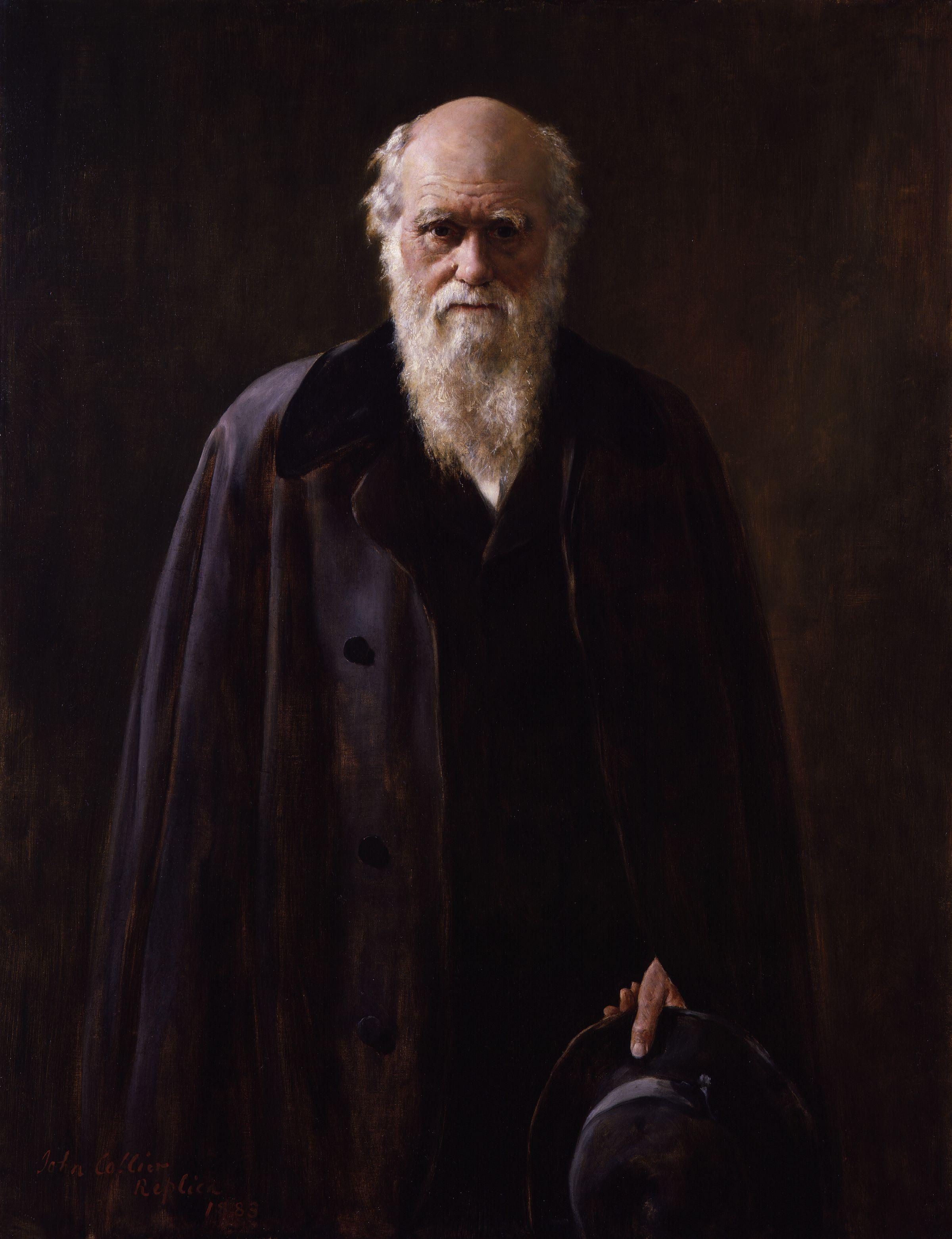
Charles Darwin (1809–1882). Hans teorier fick stor betydelse för den vetenskapliga bilden av människan och därmed antropologins utveckling.

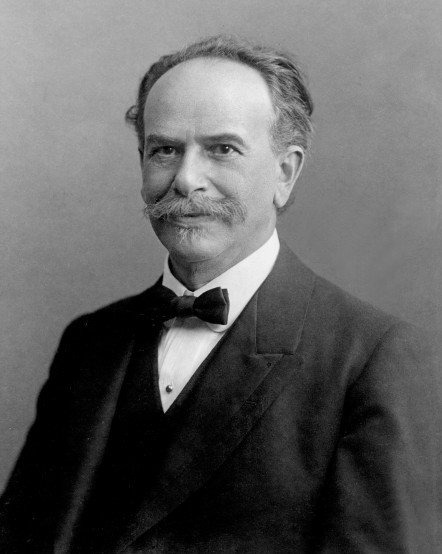
Franz Boas (1858–1942), 1915.

Liksom alla akademiska discipliner har det omgivande samhällets ideal och värderingar kommit att prägla antropologin – inriktningen av studier, utformningen av teoretiska modeller och tolkningen av forskningens resultat. Detta blir tydligt i en historisk överblick, där pedagogiskt avgränsade epoker avlöser varandra. Epokerna speglar visserligen en verklighet, men de som noga studerat enskilda antropologers studier kan ofta, som Robert Layton, konstatera att: 
"När jag gått tillbaka till de källor jag diskuterar, har jag ständigt funnit att dessa är långt mycket rikare på idéer än vad som kan utläsas ur någon sekundär källa."

### Antiken
Exempel på tidiga antropologiska beskrivningar är den grekiske historikern Herodotos, som omkring år 450 f.Kr. beskrev orsaken till persernas nederlag genom en noggrann redogörelse av olika berörda folk. Även den romerske historikern Tacitus skrev omkring år 100 e.Kr. en motsvarande beskrivning av de germanska folken, vilken ofta uppfattats vara präglad av kulturkritisk "primitivism", som romantiserar ett "naturligt" och "ursprungligt" liv.
Sedan antiken har föreställningen om ett naturtillstånd funnits, ett tillstånd som antogs uppstå om man kunde ta bort de lagar som (västerländska) människor skapat. Platon, Seneca, Thomas av Aquino, John Locke, Thomas Hobbes, Jean-Jacques Rousseau och Edmund Burke har exempelvis utlagt tankar om sådana förhistoriska naturtillstånd, ibland idealiserade (den ädle vilden), ibland svartmålande, som argument i sin samtids debatt.

### Medeltiden (ca 500–1500)
Berättelser från kristna missionärer fick starkt inflytande för dåtidens lärda uppfattning om andra folk. Ibland var dessa skildringar avsedda att rättfärdiga missionen och framställde därför de berörda folken som barbarer.
Adam av Bremen skildring av de nordiska folken från 1070-talet, var byggd på enbart hörsägen. Jesuiter som José da Costa och Bartolomé de Las Casas beskrev med sympati de sydamerikanska indianerna på 1500-talet, Francisco Xavier beskrev japanskt folkliv, jesuitpatern Athanasius Kircher beskrev Kina 1666.
Reseberättelser har fått betydelse, Marco Polo på 1200-talet, Christofer Columbus på 1400-talet, Olaus Magnus resa längs Norrlandskusten på 1500-talet.
Länge var John de Mandevilles reseberättelser från 1400-talet inflytelserika, men visade sig senare vara fiktiva. De var exempel på "skrivbordsantropologi". I bibliotekets reselitteratur kunde man ställa samman den berättelse man ville förmedla. Ingen ställde krav på "fältarbete".

### 1500-tal och 1600-tal
Kolonialismen växte fram från 1500-talet och Michel de Montaignes kritik i texten Om kannibaler har uppmärksammats. Européer hade beskrivit de amerikanska urinvånarna som kannibaler. Men Montaigne påpekar att de "civiliserade" européerna först måste rannsaka sig själva, och nämner inkvisitionen som ett exempel. Och han betonar att den kannibalism som beskrivs som avskyvärd måste förstås i sitt sammanhang (ett tidigt exempel på kulturrelativism).
Thomas Hobbes hade i mitten på 1600-talet funnit att Amerikas indianer kom ganska nära hans föreställning om ett naturtillstånd, där varje människa var på vakt mot sin nästa och människors liv var "ensamt, fattigt, smutsigt, djuriskt och kort". Jesuitpatern Joseph Lafitau beskrev nordamerikanska indianstammar 1724, och jämförde deras seder med antikens, som de hade beskrivits av grekiska och romerska författare.
Man har ofta önskat sammanfatta historiska skeenden i fasta mallar. Giambattista Vico förklarade 1725 historieutvecklingen som ett cykliskt förlopp med tre återkommande stadier: en teokratisk, en heroisk och en mänsklig ålder, vilket även långt senare haft inflytande på vetenskapligt tänkande.

### 1700-tal och upplysning
Upplysningstidens tänkare efterstävade sekulär vetenskap, ett "fast sammanhållet system av fakta och förklaringar" grundad på ett naturvetenskapligt ideal om lagbundenhet och den nya psykologins människouppfattning.
Alexander Pope hade redan på 1730-talet fastlagt att "the proper study of mankind is man" – inte teoretisk spekulation eller filologiska studier, som man tidigare ägnat sig åt. Man skulle betrakta människan som biologisk varelse.
Montesquieus De l'esprit des lois, 1748, har kommit att betraktas som funktionalistisk i sitt teoretiserande om huruvida skillnader i olika rättssystem kunde förklaras av skillnader hos befolkning, temperament, religiösa uppfattningar, ekonomisk organisation, seder i allmänhet och livsmiljö. Känd är också hans geografiska determinism som den uttrycks i hans klimatlära.
Carl von Linné hade i mitten på 1700-talet klassificerat människan i fyra "varieteter" efter de fyra världsdelarna. Inom ramen för den vetenskap som kom att kallas etnologi utvecklades vidlyftiga rasteorier på 1800-talet. I Linnés Systema naturae (1735) samordnades människan med de människolika aporna såsom högsta ordningen bland däggdjuren.
Jean-Jacques Rousseau och många efterföljare under 1700-talet gav kulturkritiskt stöd åt tanken om ett ursprungligt naturtillstånd som fritt och lyckligt. Diskussionen fördes genom Johann Gottfried Herders Ideen zur Philosophie der Geschichte der Menschheit (1784–91) över till romantikens tankevärld.

### Evolutionismen (1850–1910)
Under 1800-talet växte kunskapen om människans fornhistoria bl.a. genom paleontologiska fynd. Intresset för människans ursprung och utveckling ledde till olika teorier om raser (Blumenbach) och metoder för rasbestämning, till exempel genom mätning av kranier etc (Anders Retzius). 
Darwins och Wallaces arbeten om arternas föränderlighet gav nya impulser till antropologins utveckling. De stora frågorna om människans uppkomst, släktets ålder, dess enhetlighet eller härstamning från flera skilda grupper dryftades nitiskt (Huxley, Latham, Tylor).

### 1900-talet
Ända fram till 1950-talet hade funktionalistiska förklaringar dominerat den sociologiska vetenskapen och antropologin. Det innebar att sociologer och antropologer försökte förklara vad olika fenomen (sociala akter eller institutioner) var till för. Förekomsten av ett fenomen förklarades om den troddes fylla en funktion. Det enda alternativet till denna teori hade varit att förklara fenomen historiskt, genom att förklara hur de blivit till.

### Efter andra världskriget

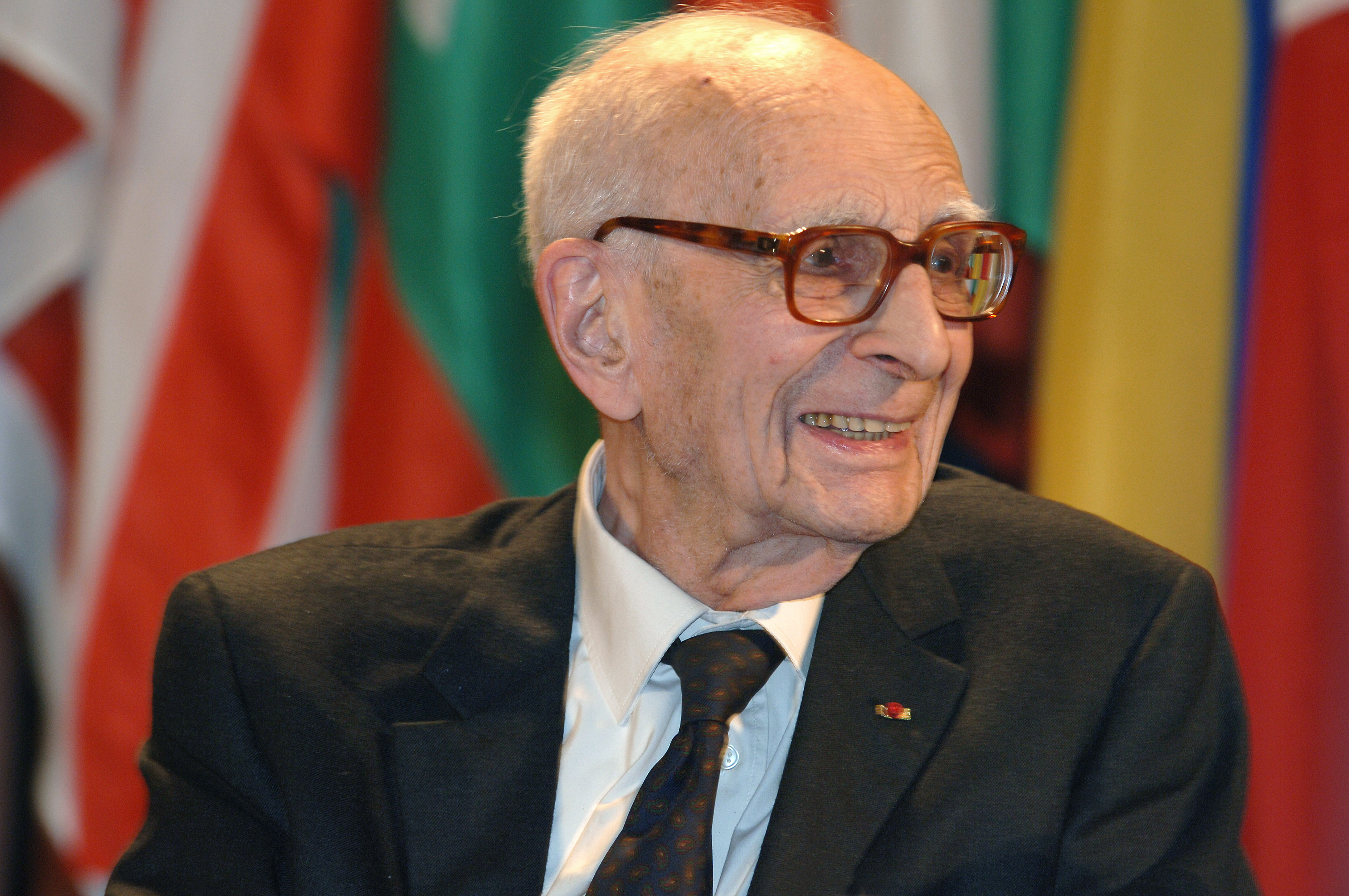
Claude Lévi-Strauss (1908-2009), 2005.

Under senare delen av 1900-talet kom Claude Lévi-Strauss teorier att bli inflytelserika. Hans bidrag kom att förändra antropologin i grunden.
Lévi-Struss teorier presenteras i Anthropologie structurale. De kan kortfattat sammanfattas som att han uppfattar kulturer som system av symbolisk kommunikation, vilka bör undersökas med metoder som andra före honom använt i liten omfattning för att studera tal, berättelser, sport och film. Han resonemang förstås bäst mot bakgrund av den tidigare sociologiska teorin. I årtionden skrev han om denna relation.

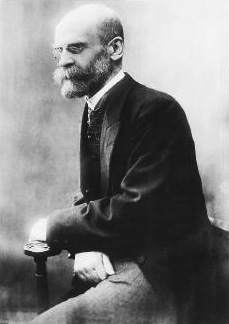
Émile Durkheim (1858-1917).

Dock uppstod två differenta idéer om sociala funktioner. Den engelska antropologen Alfred Reginald Radcliffe-Brown, som beundrade sociologen Émile Durkheim, proponerade att syftet med antropologin var att finna den kollektiva funktionen, vad en religiös föreställning eller äktenskapslagar hade för funktion för samhället som sådant. I grunden till detta förhållningssätt fanns uppfattningen att kulturer utvecklas från en primitiv fas till allt mera civiliserade och moderna faser, som alltid var desamma överallt. Alla händelser i ett samhälle uppträdde enligt deras mening på ett likartat sätt genom att någon slags allmängiltig logik drev fram utvecklingen i samma riktning. Sett på detta sätt kan kulturer uppfattas som organismer, där dess delar fungerar tillsammans som organ i en kropp.
Än mer inflytelserik funktionalist var Bronisław Malinowski, som beskrev vilken funktion ett fenomen fyllde för individen, och vad de enskilda personerna i en kultur fick ut av att upprätthålla en tradition.
I USA, där antropologin skapades efter tysk modell av Franz Boas, hade den historiska modellen ett klart företräde framför funktionalismen. Denna modell hade uppenbara svårigheter, vilka Lévi-Strauss berömde Boas för att ha lyckats blottlägga.
Historiska förklaringar är knappast möjligt när det är fråga om folk som saknar skriftspråk, insåg Lévi-Strauss. Antropologen fyller i med jämförelser med andra kulturer, och är hänvisad till teorier som saknar bevis: den gamla uppfattningen om utveckling eller påståendet att kulturella likheter beror på någon av vetenskapen okänd förbindelse av personlig art mellan grupper. Boas kom till slutsatsen att ingen allmängiltig förklaring till likheter mellan olika kulturer kunde bevisas; för honom fanns ingen historia, bara historier.
Det är tre övergripande frågeställningar som hänger samman med dessa skolors skillnader. Båda måste välja vilken slags bevis de använde, huruvida man borde fokusera det enskilda eller det gemensamma för kulturerna, samt definiera den mänskliga naturen.
Socialvetenskaperna överlag förlitade sig på mellankulturella studier. Det var alltid ofrånkomligt att belysa ett samhälle genom ett annat. Så en idé om en gemensam mänsklig natur var underförstådd i varje studie.
Men en kritisk punkt kunde forskarna inte undkomma: existerade sociologiska fakta för att de var funktionella för den sociala ordningen eller för att de var funktionella för en person? Beror likheter mellan kulturer på att de erbjuder organisatoriska lösningar som är gemensamma för kulturerna, eller på att de uppfyller behov som är gemensamma för samtliga människor?
Lévi-Strauss var benägen att se det som att de var funktionella för den sociala ordningen. När Malinowski framhärdat att magi fyllde ett behov av trygghet när utgången av en viktig händelse var oviss, hade han bevisat detta med en rit där vävning spelade en avgörande roll. Men han kunde inte förklara varför vävning i samma kultur oftast inte hade något med magi att göra alls, eller varför andra moment med oviss utgång inte ingick i magi. Men inte heller de kollektivistiska eller historiska förklaringssätten var tillfredsställande. Olika samhällen kan ha institutioner som tydligt liknar varandra men som ändå fyller andra funktioner som är olika. Många stammar var i Sydamerika till exempel delade i två grupper och reglerna för hur dessa grupper skulle förhålla sig till varandra var mycket strikta men exakt vad som var tillåtet och inte skilde sig åt, och därför frångick man med dåtidens förklaringsmodeller att peka på den strukturella likheten.
Det var genom lingvistiken som Lévi-Strauss kom fram till en lösning. Han byggde sina analogier främst på fonologin. Senare studier har även influerats av musik, matematik, kaosteori, cybernetik med mera. ”En sann vetenskaplig analys måste vara verklighetsförankrad, förenklad och förklarande” skriver han i Anthropologie structurale. Fonologiska studier avslöjar samband som alla kan känna igen och förhålla sig till. Samtidigt är fonem en abstraktion av ett språk, inte ljud, utan kategorier av ljud som definieras genom hur det skiljer sig från andra ljud. Summan av alla ljudstrukturer i ett språk kan menar Lévi-Strauss, frambringas från ett mycket litet antal regler. Det var detta system han tog efter och överförde till antropologin.
I sitt studium av likartade system var hans första uppgift att finna en förklaring, vilket han fann i fonologin, och därefter kunde han skapa en omfattande organisation av data som delvis hade ordnats av andra forskare. Det övergripande målet var att finna svaret på varför familjekonstellationer skilde sig åt för olika kulturer i Sydamerika. I vissa kulturer kunde fadern ha en uttalat överordnad roll över sin son med förankring i tabun. I andra kulturer var det i stället sonens morbror som hade denna roll. Lévi-Strauss beskrev fenomenet genom att utreda de strukturella likheterna i sådana relationer, och fann att den underliggande strukturen var en cirkulation av kvinnor genom vilket olika klaner behöll fredliga förbindelser. De viktiga relationerna var i hans studier ett kluster av broder, syster, fader, son. Andra kluster, som syster, systers broder, broders hustru, dotter, fanns inga verkliga exempel på att de någonsin spelade någon roll.
Syftet med strukturalistisk förklaring är att organisera data från verkligheten på det enklaste och mest effektiva sättet. All vetenskap, menade Lévi-Strauss, är antingen strukturalistisk eller reduktionistisk. Genom att ställas inför sådana fenomen som incesttabu, ställs man inför en objektiv gräns för vad det mänskliga intellektet hittills kunnat acceptera. Det är möjligt att spekulera om de underliggande biologiska orsakerna till dessa slags tabun men för socialvetenskapen är det fakta som inte kan reduceras. I stället måste de studera de uttryck som emanerar ur sådana axiom.
Senare verk är mer kontroversiella eftersom han utgick från att de strukturer han funnit bland de sydamerikanska indianernas kulturer kunde överföras på andra vetenskaper. Han var av uppfattningen att all historia och det moderna samhället byggde på desamma kategorier och transformationer. Han jämför därför i till exempel Mythologiques antropologi med musikaliska serier och försvarar sin filosofiska ståndpunkt. Vidare har han kritiserat tidigare forskning för att förneka de skriftlösa folken en historia. I vissa avseenden påminner hans senare teorier om Fernand Braudel.

## Institutioner
I Sverige ges undervisning i antropologi vid flera universitet och högskolor och antropologiska institutioner finns vid Stockholms universitet (socialantropologi) och Uppsala universitet (kulturantropologi) Svenska Sällskapet för Antropologi och Geografi bildades år 1877.

## Tidskrifter (urval)
Bland antropologiska tidskrifter märks:
- L'Anthropologie (i Paris, sedan 1890).[8]
- Annual Review of Anthropology (sedan 1972).[9]
- American Anthropologist (sedan 1888).[10]
- Evolutionary Anthropology (sedan 1992).[11]
- Kritisk etnografi: Swedish Journal of Anthropology (SSAG, i Stockholm, sedan 2018).[12]

## Kända antropologer
- Lewis Henry Morgan (1818–1881)
- Adolf Bastian (1826–1905)
- Edward Burnett Tylor (1832–1917)
- Lucien Lévy-Bruhl (1857–1939)
- Franz Boas (1858–1942)
- Edvard Westermarck (1862–1939)
- Marcel Mauss (1872–1950)
- Alfred Kroeber (1876–1960)
- Knud Rasmussen (1879–1933)
- Hilma Granqvist (1890–1972)
- Ruth Benedict (1887–1948)
- Sigurd Erixon (1888–1968)

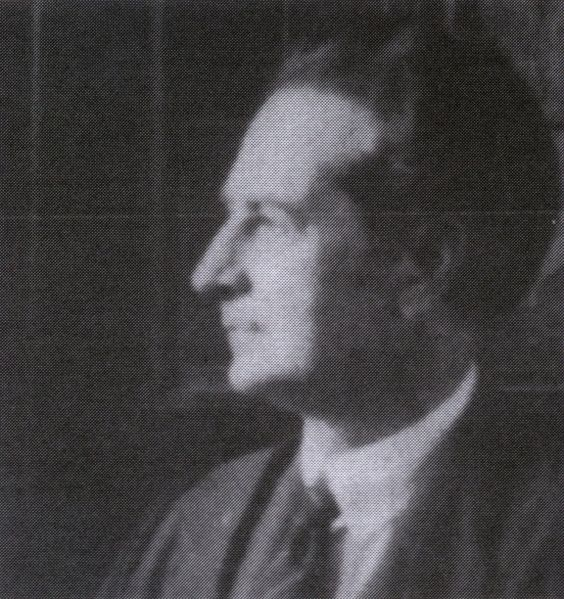
Alfred Radcliffe-Brown (1881–1955).

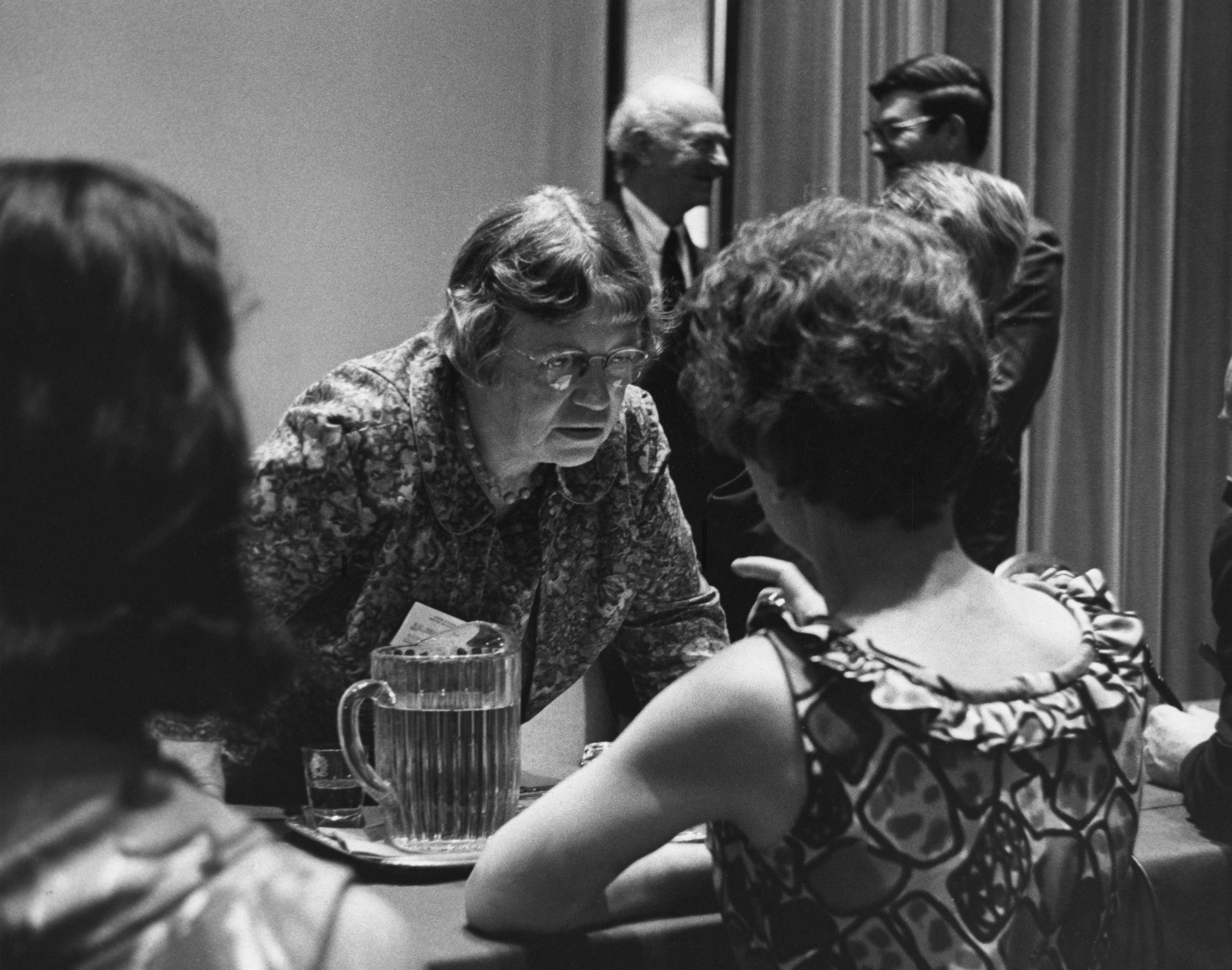
Margaret Mead (1901–1978).

- Alfred Radcliffe-Brown (1881–1955)
- Bronisław Malinowski (1884–1942)
- Margaret Mead (1901–1978)
- Edward Evan Evans-Pritchard (1902–1973)
- Louis Leakey (1903–1972)
- Gregory Bateson (1904–1980)
- Claude Lévi-Strauss (1908–2009)
- Åke Hultkrantz (1920–2006)
- Mary Douglas (1921–2007)
- Bengt Danielsson (1921–1997)
- Clifford Geertz (1926–2006)
- Nils-Arvid Bringéus (1926–2023)
- Marvin Harris(en) (1927–2001)
- Åke Daun (1936–2017)
- Ulf Hannerz (1942–)
- Karl-Olov Arnstberg (1943–)
- Gösta Arvastson (1943–2023)
- Kirsten Hastrup (1948–)
- David Graeber (1961–2020)
- Thomas Hylland Eriksen (1962–2024)